# Refugi de la Restanca
El refugi de la Restanca és un refugi de muntanya que es troba dins el municipi de Naut Aran (Vall d'Aran) a 2.010 m d'altitud i situat al costat dret de l'estany de la Restanca, embassament creat per la presa dels Llacs Val d'Aran, en el Circ de Restanca. Està dins el Parc Nacional d'Aigüestortes i Estany de Sant Maurici. En són els propietaris la Federació d'Entitats Excursionistes de Catalunya (FEEC) i el Conselh Generau d'Aran.

## Accés
Amb el cotxe es pot pujar des de la població aranesa d'Arties fins a l'aparcament de Pont deth Ressèc. Cal caminar unes dues hores per arribar al refugi. El camí està ben senyalitzat i no té dificultats tècniques.